# Бозымчак
Бозымчак — медное месторождение, на юго-западе Кыргызской Республики в Ала-Букинском районе Джалал-Абадской области. Месторождение разрабатывается компанией KAZ Minerals PLC.
Ввод проекта в эксплуатацию начался в 2014 году, пусконаладочные работы продолжаются.

## Общая информация
В 2014 году на руднике Бозымчак было добыто 426 тыс. тонн руды со средним содержанием меди 1 %.
Средний годовой объём производства на Бозымчаке ожидается в размере 6 тыс. тонн катодной меди и 28 тыс. унций золота в слитках в течение 18-летнего срока эксплуатации этого месторождения.